# Cădaciu Mic
Cădaciu Mic (węg. Kiskadács) – wieś w Rumunii, w okręgu Harghita, w gminie Șimonești. W 2011 roku liczyła 84 mieszkańców.